# Гарбюр
Гарбюр (фр. Garbure) — французький густий суп чи стю з шинки, капусти та інших овочів, зазвичай з додаванням сиру та черствого хліба. Назва походить від вжитку терміна garb для опису снопів зернових, зображених на геральдичних щитах та верхньому одязі війська. Таким чином, назва страви гарбюр, яку їдять виделкою, є посиланням на використання вил для підіймання снопів зі збіжжям.
Гарбюр був складовою щоденного харчування селян Гасконі. У різних домівках його готували по-різному в залежності від пори року, ресурсів кухаря та доходів сім'ї. Базовим принципом цієї страви є тривале приготування асорті з овочів та м'яса (здебільшого, консервованого конфі) на малому вогні без доведення до кипіння. Овочі можна додавати будь-які: капусту можна поєднувати зі свіжими чи сушеними кінськими бобами, картоплею, ріпою, квасолею, цибулею, морквою, коренем селери, кольрабі, буряком, латуком, каштанами, кропивою та огірочником.
Велику супницю з гарбюром часто подають до столу в ресторанах регіону Беарн, і гості можуть їсти досхочу, набираючи суп у свої тарілки поданим черпаком.
Часто страву довершують традиційним звичаєм шабро, що полягає у змішуванні пів склянки червоного вина із залишками юшки на денці тарілки після споживання твердих складників супу, та подальшому споживанні цієї суміші.